# Dilar pusillus
Dilar pusillus är en insektsart som beskrevs av C.-k. Yang 1992. Dilar pusillus ingår i släktet Dilar och familjen Dilaridae. Inga underarter finns listade i Catalogue of Life.